# Teresina (gioco di carte)
La teresina  (o telesina) è uno stud poker. Si può considerare una variante del 5 card stud, da cui si differenzia principalmente per l'uso dello stripped deck. È molto diffusa in Italia.
Viene spesso giocata come intermezzo del gioco del poker. La teresina è giocata molto di rado nei casinò o dalle associazioni pokeristiche, e in generale nelle manifestazioni in cui, attualmente,  si promuove il poker sportivo. 

## Regole del gioco
Si gioca con un mazzo di carte francesi la cui carta più bassa, come nel poker tradizionale, è pari a undici meno il numero dei giocatori che prendono parte alla partita.
Il mazziere di turno distribuisce due carte ad ogni giocatore; la prima coperta, la seconda scoperta. Il giocatore che mostra la carta di valore superiore ha diritto alla parola e può puntare oppure -  qualora non voglia - può bussare e passare la parola al proprio vicino di sinistra; Se anch'egli bussasse, la parola passerebbe al successivo giocatore (sempre in senso orario), e così via. Se tutti i giocatori bussano, si distribuisce una seconda carta scoperta senza aggiungere alcuna ulteriore puntata al piatto.
Il giocatore alla sinistra di colui che punta, può vedere, passare o rilanciare come nel gioco tipico. Quando si esaurisce la fase di puntate, il mazziere distribuisce un'ulteriore carta scoperta: il giocatore che mostra il punteggio migliore ha diritto alla parola. Si ripetono le fasi di puntata e distribuzione fino a quando i contendenti rimasti in gioco avranno davanti quattro carte scoperte ed una coperta. Se rimanesse un solo contendente, questi si aggiudicherebbe il piatto senza l'obbligo di scoprire la carta coperta (v. oltre).

Al contrario di quanto previsto nel poker tradizionale, il rilancio non è obbligatoriamente immediato.
Quando l'ultima mano si chiude, tutti i giocatori partecipanti al piatto sono obbligati a girare la propria carta coperta, ed è vincente colui che dimostra la combinazione migliore. Si noti che anche coloro che hanno sicuramente un punteggio inferiore al vincitore - anche se appare evidente dalle carte scoperte in precedenza - sono obbligati a mostrare la propria carta coperta: deve infatti essere evidente a tutti il modo in cui il singolo giocatore ha giocato la propria mano.
Nella telesina le puntate tendono a salire molto rapidamente e talvolta vengono fissati dei limiti massimi sia sulle puntate, sia sui rilanci.

## Varianti del gioco

### Telesina a carte coperte (oTelesina Messicana)
Una prima variante del gioco riguarda il numero di carte coperte distribuite: inizialmente in numero di cinque, ogni giocatore decide via via, una alla volta, quale scoprire. Dopo che ogni carta viene scoperta, parte il giro di puntate e di rilanci, fino alla fine. In questo modo è il giocatore che sceglie la carta da scoprire, quindi non viene seguito l'ordine di distribuzione delle carte.

### Telesina con laVela
Un'ulteriore variante al gioco prevede l'aggiunta di una o più vele, carte scoperta sul tavolo e che qualsiasi giocatore può fare entrare in combinazione con le proprie carte, a proprio piacimento. A seconda delle varianti stabilite ad inizio partita, si può decidere di tenere la vela come carta in più oltre le cinque canoniche (decidendo quindi ogni giocatore quale delle proprie carte la vela andrebbe a sostituire), oppure considerarla come quinta carta per ogni giocatore e distribuendo, quindi, solo quattro carte ad ogni giocatore; il punteggio viene calcolato a 5 carte e chi ha la combinazione migliore vince il piatto.

### Telesina con le matte
Altre varianti prevedono che determinate carte, prestabilite ad inizio mano dal mazziere, possano essere impiegate come jolly. In questo caso le possibilità si espandono notevolmente: se si decide di usare gli 8 come jolly, una combinazione 8-8-J-J-J genera un pokerissimo di fatti è il punto più alto del gioco

### Crociera
Altra variante è la crociera, che si ha formando una croce con 5 carte e distribuendo 5 carte per giocatore. Verrà scoperta solamente una carta per volte della croce e ad ogni carta girata equivarrà una puntata iniziando dal primo alla sinistra del mazziere. Il punto migliore si verrà a formare prendendo solamente due carte proprie e un asse della croce, oppure le proprie 5 carte.

### Superspumeggiona
Variante introdotta a Bari, che ha preso piede in tutta la penisola, è una telesina con tre vele e discrezionalità. Vengono distribuite tre carte coperte al centro, comuni a tutti i giocatori, e inizialmente due carte coperte a ciascun giocatore. Il giocatore di mano, primo a sinistra del dealer, sceglie di volta in volta quale carta scoprire e di conseguenza decide se scoprire o nascondere il punto. Finito il giro di puntate si distribuisce ad ogni mano una ulteriore carta coperta per ciascun giocatore e si ripete la scelta della carta da scoprire e il giro di puntate. Il giocatore di mano viene stabilito in base al punto scoperto più alto. La distribuzione, la scelta della carta da scoprire e il giro di puntate viene ripetuto finché ognuno dei giocatori non ha ricevuto cinque carte, una coperta e quattro scoperte, dopo di che si scopre una vela per volta ripetendo ad ogni giro le puntate. La carta coperta di ciascun giocatore viene lasciata per ultima. Il giocatore che realizza il punteggio migliore, utilizzando cinque carte a scelta fra le proprie e quelle comuni, vince il piatto. 

### Batticuore
Variante abbastanza notevole di telesina denominata anche Brivido o “scannaporco”. Prende il nome dalla forte componente casuale e dall'alto azzardo del gioco. 

Ogni giocatore riceve cinque carte coperte che dispone, senza leggerle, in un mazzetto davanti a sé.
Il primo giocatore di mano scopre la prima carta del proprio mazzetto, e propone una puntata. Gli altri giocatori possono seguirlo, rilanciare o abbandonare il gioco. Quando il giro di puntate è terminato, il secondo giocatore di mano inizia a scoprire, una alla volta, le proprie carte fino a superare con le proprie carte scoperte il valore della carta del primo giocatore garantendosi - in caso di miglior combinazione - il diritto di puntare sulla propria combinazione. I giocatori a lui successivi, in ordine di puntata, potranno vedere, rilanciare o abbandonare il gioco. Si procederà così lasciando al giocatore successivo l'incombenza di calare una combinazione superiore alle precedenti per poter a sua volta puntare e indurre i successivi contendenti a vedere, rilanciare o lasciare il gioco. 

Chiaramente, se un giocatore, scoprendo tutte le proprie carte non supera il valore mostrato dal giocatore a lui precedente, perde la mano. Vince colui che alla fine di tutti i giri di puntata, mostra il punteggio più alto.
In caso di punteggio eguale vince chi possiede la carta di valore e seme più alto.

### Siluro
Variante del Batticuore, detta anche "Teresina 7 Carte" o "Senese", il siluro, è giocato prevalentemente nel Salento (Puglia), nel Monte Amiata e zone limitrofe. Le regole sono identiche a quelle della carabina a due canne, ma si danno 7 carte a ciascuno ed è fissato un limite di quattro giocatori. Vengono introdotte anche le matte, in qualità di:
- 9 hanno valore di Jolly;
- un jack dà la possibilità di prendere un'altra carta dal mazzo e
- un 10 costringe a pagare l'ammontare del piatto in quel momento, in caso il giocatore voglia continuare a giocare.

### Ascensore
Dopo che il mazziere ha distribuito regolarmente le carte, dispone sul tavolo, parallelamente, due file da 3 carte coperte, posizionando tra le due file un'ulteriore carta, l'ascensore. Dopo il giro di apertura, il mazziere scopre una carta alla volta, ma non quella dell'ascensore che deve essere lasciata per ultima. Ad ogni carta corrisponde una puntata, con possibilità di rilanci, ricordando che il primo a parlare è sempre il giocatore che ha aperto il gioco.
Il punteggio viene calcolato a 5 carte combinando le carte del giocatore e una terzina formata da una coppia di carte parallele presenti sul tavolo più l'ascensore, il quale può essere usato indipendentemente da ogni giocatore per formare una delle tre possibili terzine. Vince chi ha il punteggio più alto o l'unico giocatore in caso di abbandono degli altri.
Una variante prevede due file da 4 carte coperte con all'interno due carte "mobili", da utilizzare insieme come acensore. Il punteggio viene calcolato a 5 carte sommando le carte del giocatore e le quattro carte formate da due carte parallele più la coppia dell'ascensore.

### Belli e brutti
Dopo che il mazziere ha distribuito regolarmente le carte, dispone sul tavolo, parallelamente, due file da 4 carte coperte, e sceglie la fila delle "brutte" e quella delle "belle". Dopo il giro di apertura, il mazziere scopre una carta su ogni fila, e i giocatori che possiedono carte "brutte" sono costretti a lasciarle sul tavolo. A ogni carta corrisponde una puntata, con possibilità di rilanci, ricordando che il primo a parlare è sempre il giocatore che ha aperto il gioco.
Il punteggio viene calcolato a 4 carte combinando le carte del giocatore e le "belle". Vince chi ha il punteggio più alto o l'unico giocatore in caso di abbandono degli altri.
Se i giocatori rimasti con le carte presentano lo stesso punto si divide il piatto. Questo e chiamato
anche "buoni o cattivi". Una variante presenta due file da 5 carte coperte.

### Telesina Brianza
Molto simile alla versione Ascensore, si gioca prevalentemente in Brianza, dopo che il mazziere ha distribuito regolarmente le carte anziché disporre due file parallele ne dispone una sola con due "ascensori" posizionati ai lati della fila. Vince il giocatore con il punteggio più alto formato se necessario con una terzina solo orizzontale della croce disposta sul tavolo.

### Alberaccio
Dopo che il mazziera ha distribuito regolarmente le carte ad ogni giocatore vengono disposti due serie di "vele" a forma di albero:il primo albero è composto da 6 vele
disposte ad "albero", ossia una vela seguita da 2 vele sistemate sotto la prima, seguita da 3 vele sotto le 2 precedentemente sistemate, ottenendo una forma geometrica ad "albero". Un secondo "albero" è costituito da 3 vele, ossia una vela e 2 vele sottostanti. Si parte con un eventuale giro di puntate al che il mazziere scopre la punta del primo albero,cui segue un altro giro di puntate,poi le altre 2 vele sottostanti e le successive 3.Si passa al secondo "albero" con lo stesso sistema di puntate.
Terminata l'operazione di scopritura delle vele si passa alla puntata finale a cui i giocatori possono partecipare o meno.Ci saranno quindi due vincitori del piatto poiché si scoprirà qual è la migliore mano tra le 5 carte in possesso al giocatore e le 6 vele costituenti il primo albero.Appurato il vincitore si passa in senso orario a dichiarare il miglior punto per l'albero più piccolo:in questo caso ci può essere un solo vincitore se vince entrambe le mani sui due alberi oppure 2 vincitori,uno per ogni albero. Il gioco prosegue ulteriormente in quanto è sistemato un altro albero di vele,in questo caso 3 vele solamente.I due finalisti effettuano lo stesso giro di puntate per ogni vela scoperta con lo stesso sistema precedente, ossia si scopre prima una vela, poi le ultime due basi dell'albero finale e alla fine il detentore del miglior punto vince l'ammontare totale del piatto.

### Alberato
L'alberato è una variante dell'alberaccio, ossia in questo caso ci sono 3 mini alberi da 3 vele ciascuno e la dinamica delle scommesse e dei vincitori degli alberi parziali è la stessa dell'alberaccio, solo che in questo caso gli alberi di vele sono costituiti tutti solamente da 3 vele e potenzialmente possono arrivare all'albero di 3 vele finali anche 3 giocatori invece di 2 dell'alberaccio:il successivo albero di 3 vele determina che, oltre ad aver vinto ad almeno un albero di vele vince anche con il punto migliore (in caso si arrivi ovviamente allo showdown) tra le 5 carte ricevute e le 3 vele finali.

### La torre
La torre è un gioco in cui vengono distribuite 5 carte ciascuno e delle vele coperte a terra in questa modalità
```
   |
   |
   ||
```

```
   |||
   ||||
```

Ci sono due giochi, il primo formato con le carte in mano e quelle di tutta la torre e un gioco con le carte in mano e quelle della torre piccola evidenziata, ma c'è una particolarità: il giocatore può prendere solamente dalla torre 2 carte dalla fila di 4 carte, 2 da quelle da tre carte e 1 carta dalle file successive.

### Altri giochi
Vi sono poi diversi altri giochi, come Cappotto (K-8), Eisenhower (A-9), sopra e sotto (o "massimi e minimi"), 10 paga, mazingone, crocione, la nasona. Sono davvero tante le varianti italiane del poker.

## Valore delle combinazioni
Il valore delle combinazioni è simile a quello del poker tradizionale all'europea nel quale il colore batte il full; le combinazioni sono:
1. Scala reale massima
2. Scala reale media
3. Scala reale minima
4. Poker
5. Colore
6. Full
7. Scala
8. Tris
9. Doppia coppia
10. Coppia
11. Sequenza